# Bartolomeo Cesi (Maler)

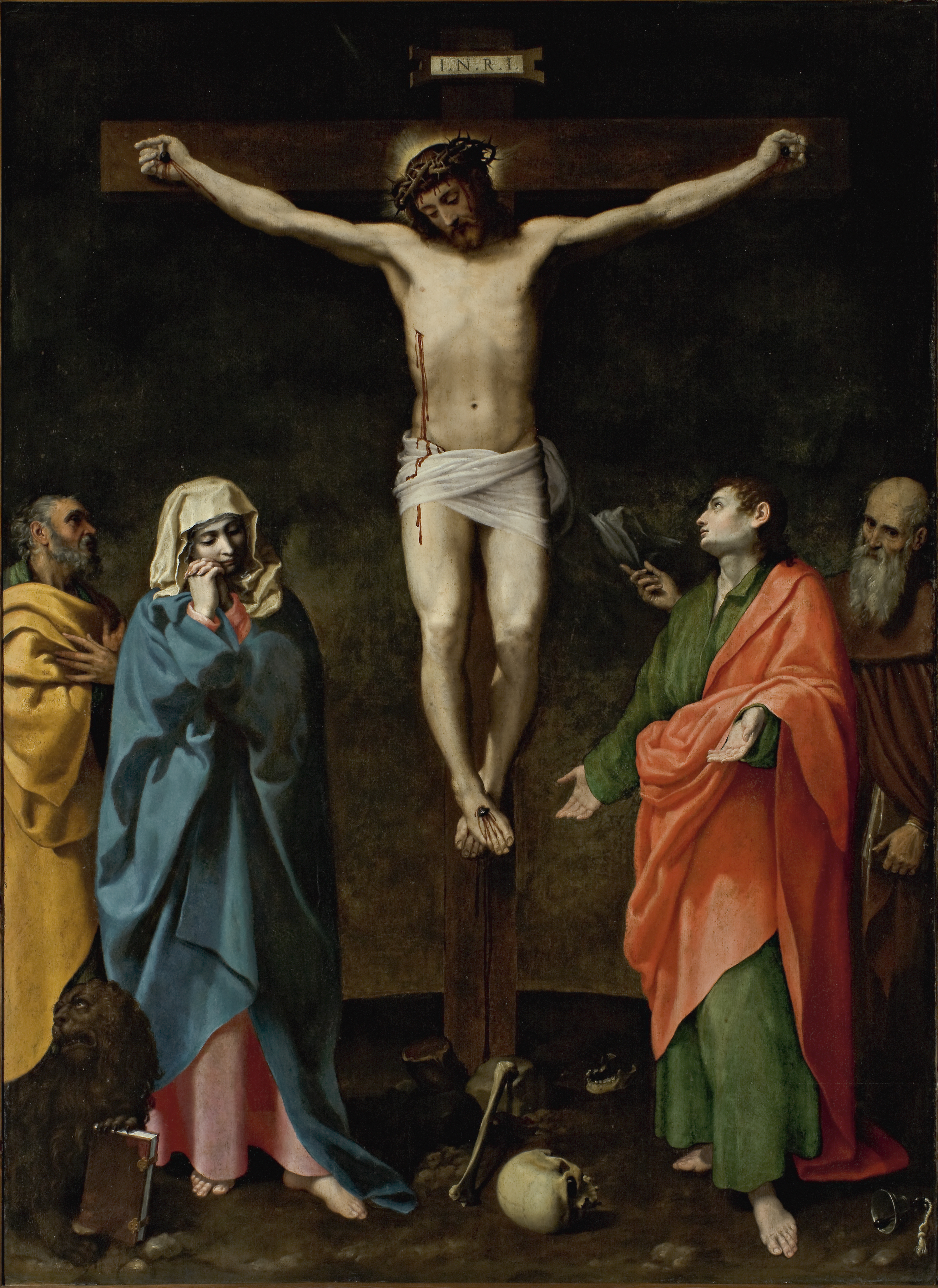
Kreuzigung mit Maria, Johannes dem Täufer, Hl. Markus und Hl. Antonius, Galleria dei dipinti antichi del Crédit Agricole Italia e della Fondazione Cassa di Risparmio di Cesena

Bartolomeo Cesi (auch Bartolomeo Ceci; * 16. August 1556 in Bologna; † 15. August 1629 ebenda) war ein italienischer Maler der Bologneser Schule.

## Leben
Bartolomeo Cesi entstammte einer wohlhabenden Familie des Bologneser Bürgertums. Seine künstlerische Ausbildung erhielt er als Jugendlicher durch Giovanni Francesco Bezzi, genannt il Nosadella. Bartolomeo Cesi entwickelte seinen persönlichen Stil in Anlehnung an den Manierismus, wie aus seinen Arbeiten in der Vezza-Kapelle der Basilika Santo Stefano in Bologna (1574) sowie seinen mythologischen Bezügen bei der Ausgestaltung des Palazzo Boschi hervorgeht. Im Jahr 1583 wurde er als Meister in die Bologneser Malergilde aufgenommen.

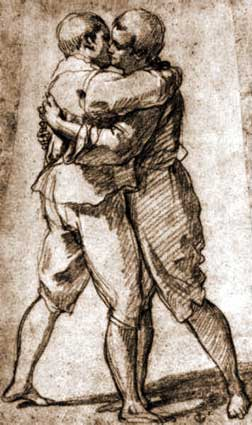
Bartolomeo Cesi: Due uomini fiorentini. 1600. Florenz, Uffizien

In einer späteren Phase seines künstlerischen Wirkens passte Bartolomeo Cesi sich dem zu seiner Zeit herrschenden florentinischen Stil an, dabei wurde er von der Gegenreformation ebenso beeinflusst wie vom Buch des Kardinals Gabriele Paleotti Discorso intorno alle immagini sacre e profane (1582). Dieses Bestreben einer Vereinigung naturalistischer Elemente mit der Darstellung christlicher Glaubenselemente zeigt sich im Bildnis des Heiligen Benedikt in der Kirche San Procolo in Bologna
Im Jahr 1591 begab er sich auf eine Reise nach Rom, wohin er über Scipione Pulzone bereits Kontakte geknüpft hatte. Bei diesem Aufenthalt erweiterte er seine Fähigkeiten als Maler hinsichtlich der Farbgebung und der Darstellungsweise um Elemente aus der Formensprache der religiösen Malerei.
1595 beendete Cesi das Triptychon Adorazione dei Magi („Anbetung der heiligen drei Könige“) in der Basilika San Domenico in Bologna sowie eine Darstellung der Jungfrau mit Heiligen. Eines seiner letzten Werke war die Ausmalung des Chors und der Krypta in der Kathedrale von Bologna im Zusammenwirken mit Prospero Fontana. Auch mit Ludovico Carracci pflegte er eine Zusammenarbeit.
| Passionszyklus für die Kartause San Girolamo di Bologna | Passionszyklus für die Kartause San Girolamo di Bologna | Passionszyklus für die Kartause San Girolamo di Bologna |
| ------------------------------------------------------- | ------------------------------------------------------- | ------------------------------------------------------- |
|                                                         |                                                         |                                                         |
| Gebet in Getsemane                                      | Kreuzigung                                              | Grablegung                                              |